# 軍事政府
軍事政府（英語：Military government），由軍隊進行統治的政府，其所存在的政體稱為軍政。軍事政府可能是源自於起義，军事占领，或是軍事獨裁。

## 定義
軍事占領是一種由外國軍隊進駐，執行政府功能的統治方式，通常源自於戰爭的結束。現代海牙公約，就定義了如何進行軍事占領，形成軍事政府的過程。例子有二戰之後的德國、日本及朝鮮半島、美伊戰爭之後的伊拉克。
軍事獨裁則是由一種利用軍隊力量進行獨裁統治的方式。